# Stiftelsen Taubes värld

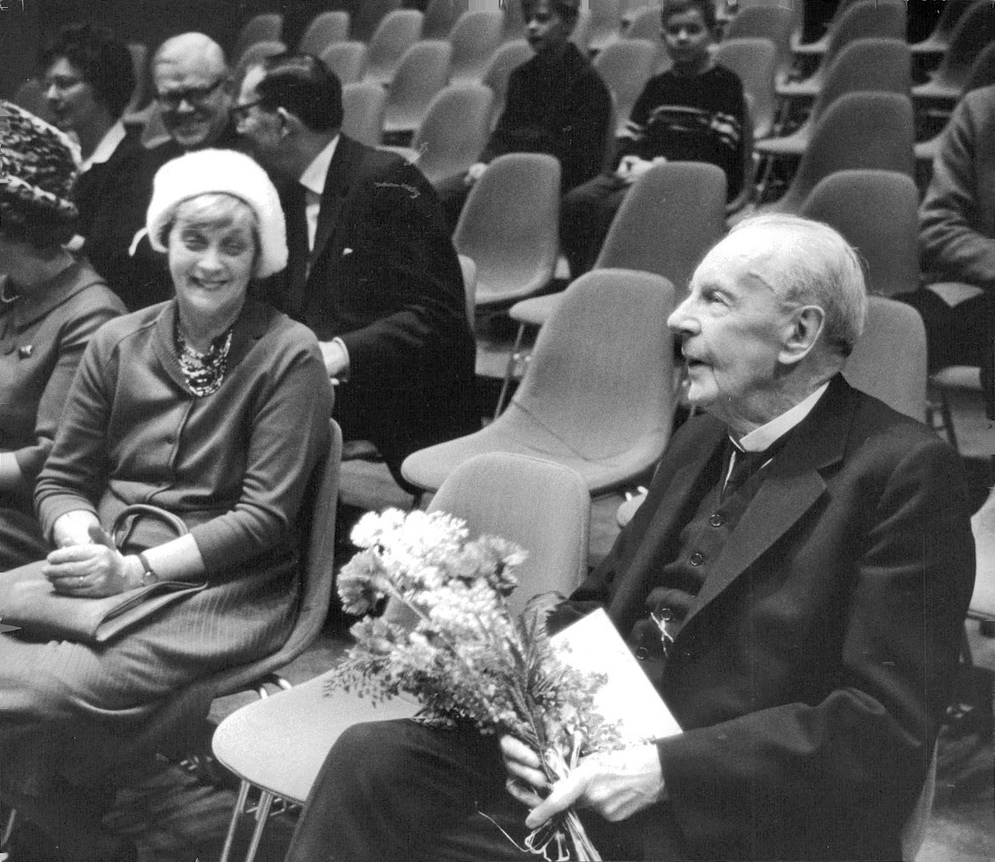
Astri Taube och författaren Bo Bergman i samband med utdelandet av Evert Taube-stipendiet för 1964 i Nationalmuseums föreläsningssal.

Stiftelsen Taubes värld är en stiftelse grundad 2020 med ändamål att bevara, utveckla och öka kunskapen om och främja minnet av Evert och Astri Taube. Detta ska huvudsakligen ske genom kulturgärningar, bidrag för utbildning och undervisning samt främjande av vetenskaplig forskning om makarna Taube eller på annat likvärdigt sätt. Stiftelsen har sitt säte i Göteborg och i dess styrelse ingår Christina Backman (ordförande), Maria Taube, Peter Hjörne och Stephan Tolstoy.

## Stiftelsebildarna
Håkan Hellström, Björn Ulvaeus, Benny Andersson och Sven-Bertil Taube är stiftare till stiftelsen som ska främja minnet av makarna Evert Taube och Astri Bergman Taube. De fyra artisterna ville bidra till att trygga finansieringen av verksamheten.

## Bildgalleri

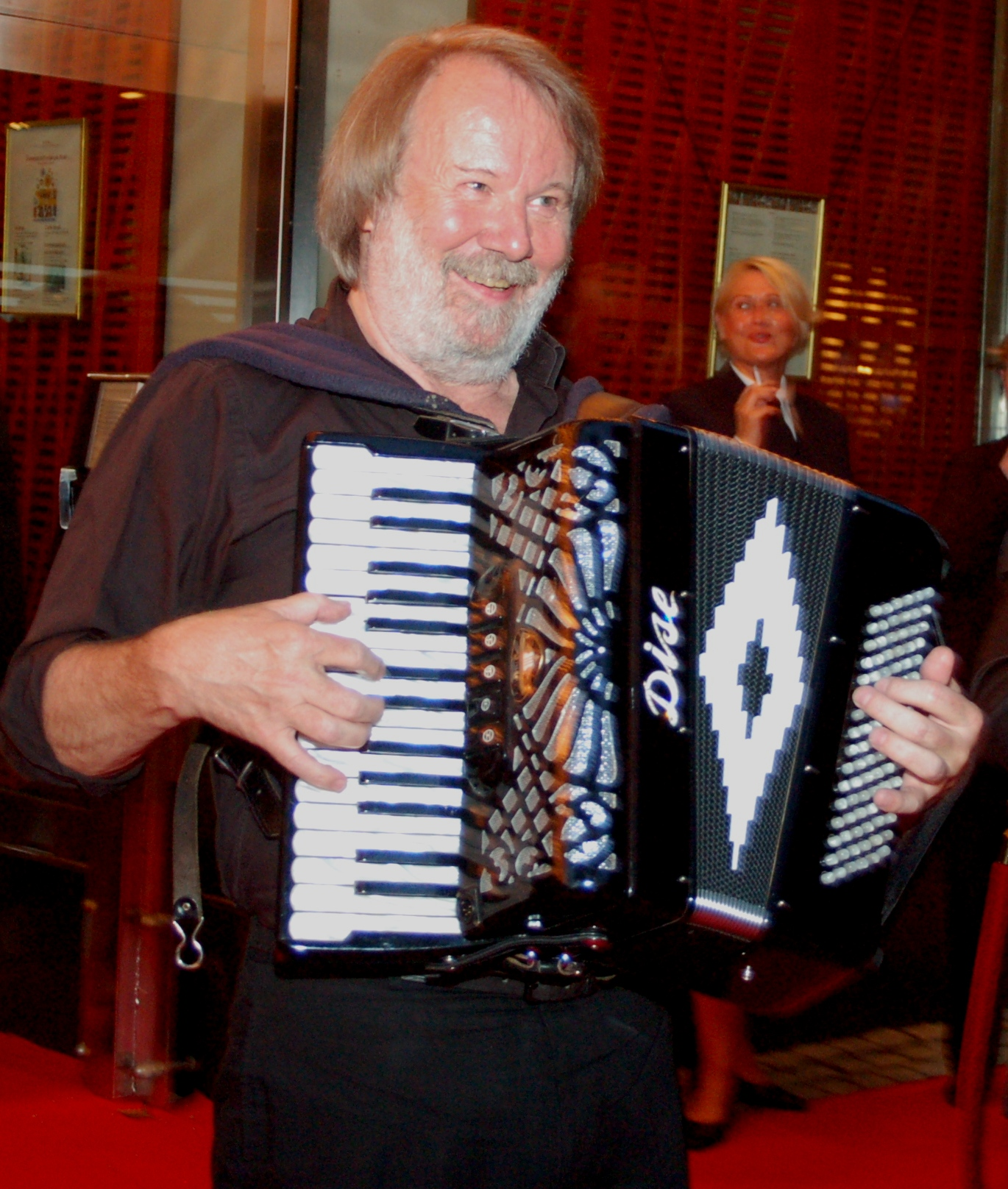
Benny Andersson.
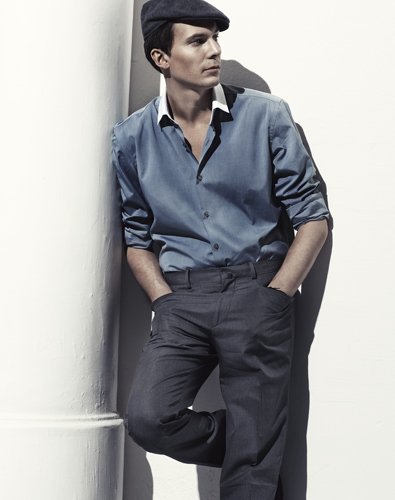
Håkan Hellström.
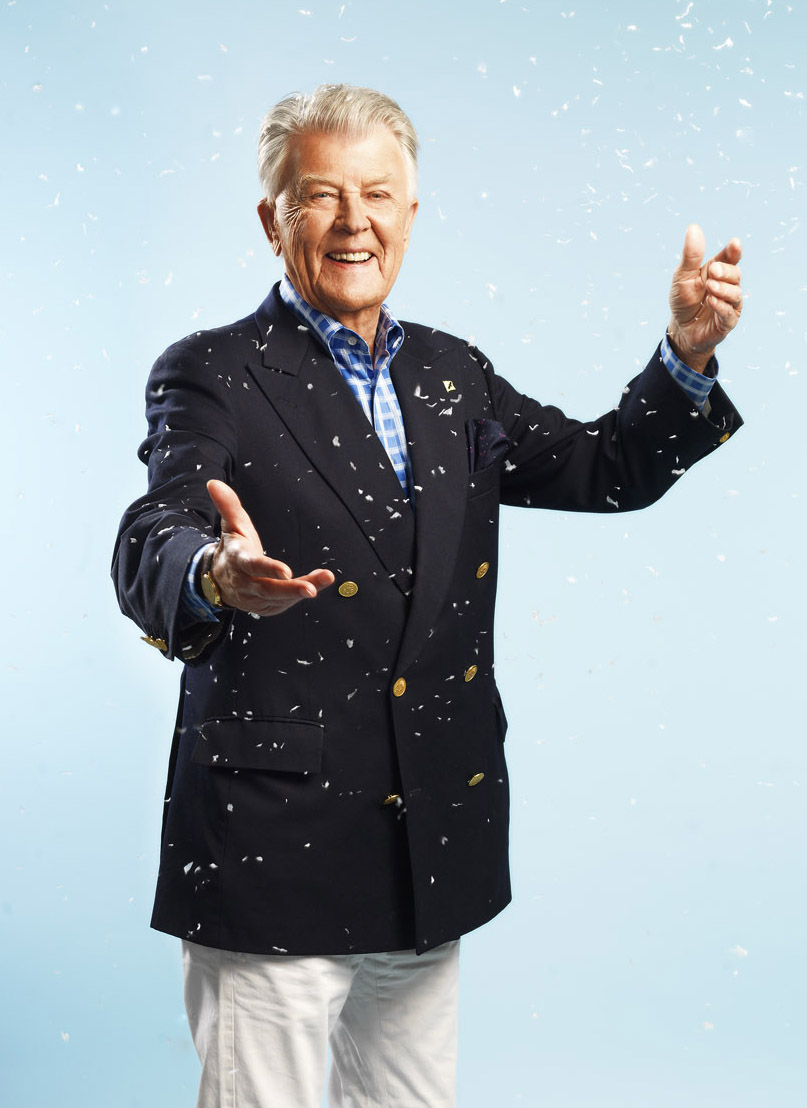
Sven-Bertil Taube.
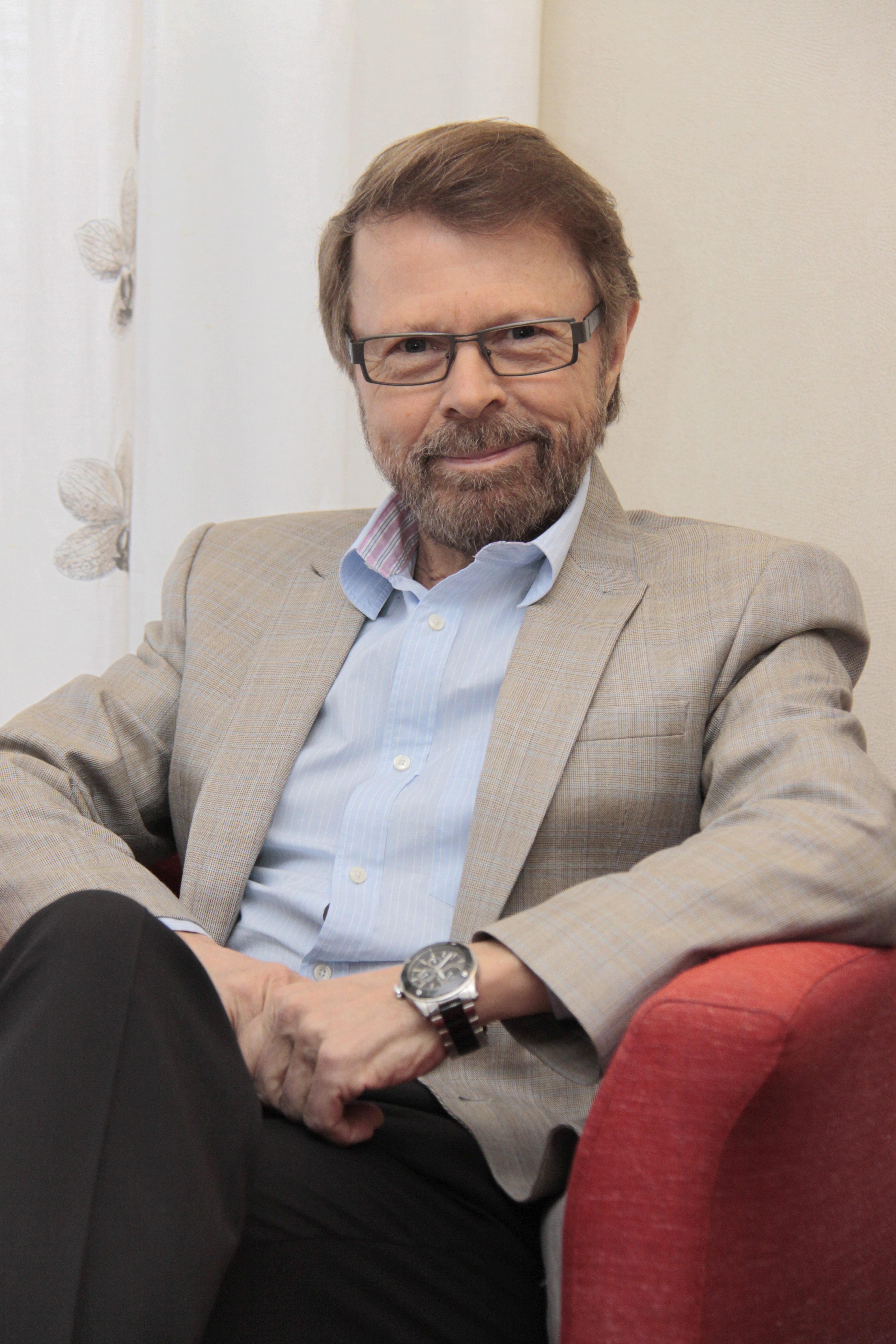
Björn Ulvaeus.

## Initiativtagarna
En av initiativtagarna till stiftelsen är musikskribenten Martin Nyström som bland annat skrivit boken "Konsten att se långt", om visdiktaren Evert Taube; "Syftet är att man vill mobilisera kärleken till Taube, och sätta den i rörelse. Se till att det sker saker om och kring Taubes arv. Den tradition som Evert och Astri företräder", berättade Nyström för Göteborgs-Posten. 
Övriga initiativtagare till att bilda stiftelsen är producenten Katarina Tideström, Taubeforskaren David Anthin, advokaten Claes Leyon, Christian Hobohm samt kulturadministratören Sture Carlsson.

## Bakgrund
Museet Evert Taubes värld på Liseberg i Göteborg stängde 2016 på grund av låga besökssiffror efter åtta års verksamhet. Meningen är, att den nya stiftelsen ska bygga vidare på museets arbete, men några konkreta projekt finns ännu inte. Stiftelsen Taubes värld lanserades den 31 januari 2020 – på dagen 44 år efter Evert Taubes bortgång – i Taubesalen på Park Avenue Hotel i Göteborg.